# Qūsh Āghel
Qūsh Āghel (persiska: قوش آغل) är en ort i Iran.   Den ligger i provinsen Khorasan, i den nordöstra delen av landet, 700 km öster om huvudstaden Teheran. Qūsh Āghel ligger 1 418 meter över havet och antalet invånare är 135.
Terrängen runt Qūsh Āghel är platt norrut, men söderut är den kuperad. Terrängen runt Qūsh Āghel sluttar norrut.Runt Qūsh Āghel är det ganska glesbefolkat, med 25 invånare per kvadratkilometer. Närmaste större samhälle är Kadkan, 18,4 km söder om Qūsh Āghel. Omgivningarna runt Qūsh Āghel är i huvudsak ett öppet busklandskap.